# Sandviken (gmina Södertälje)
Sandviken – miejscowość (tätort) w Szwecji, w regionie administracyjnym (län) Sztokholm (gmina Södertälje).
Miejscowość jest położona w prowincji historycznej (landskap) Södermanland na obszarze nazywanym Enhörna, na północ od Södertälje nad jeziorem Melar.
W 2010 roku Sandviken liczyło 338 mieszkańców.